# Leptopelis hyloides
Leptopelis hyloides là một loài ếch thuộc họ Hyperoliidae.
Loài này có ở Bờ Biển Ngà, Ghana, Guinea, Liberia, Nigeria, Sierra Leone, và Togo.
Môi trường sống tự nhiên của chúng là rừng khô nhiệt đới hoặc cận nhiệt đới, rừng ẩm vùng đất thấp nhiệt đới hoặc cận nhiệt đới, xavan ẩm, đầm nước ngọt có nước theo mùa, vườn nông thôn, và rừng trước đây suy thoái nghiêm trọng.